# Les étangs et mares des forêts de Breteuil et Conches
Les étangs et mares des forêts de Breteuil et Conches este o arie protejată (sit de importanță comunitară — SCI) din Franța întinsă pe o suprafață de 121 ha, integral pe uscat.

## Localizare
Centrul sitului Les étangs et mares des forêts de Breteuil et Conches este situat la coordonatele 48°49′11″N 0°49′46″E / 48.81972°N 0.82944°E.

## Înființare
Situl Les étangs et mares des forêts de Breteuil et Conches a fost declarat arie specială de conservare în baza directivei 92/43 din 1992 referitoare la conservarea habitatelor naturale și a faunei și florei sălbatice pentru a proteja 1 specie de plante.

## Biodiversitate
Situată în ecoregiunea atlantică, aria protejată conține 8 habitate naturale: Ape stătătoare oligotrofe până la mezotrofe, cu vegetație de Littorelletea uniflorae și/sau de Isoëto-Nanojuncetea, Lacuri și iazuri distrofice naturale, Pajiști cu Molinia pe soluri calcaroase, turboase sau argilos-nămoloase (Molinion caeruleae), Mlaștini împădurite, Ape puternic oligomezotrofe cu vegetație bentonică cu Chara spp., Ape oligotrofe din câmpii nisipoase, cu un conținut foarte redus de minerale (Littorelletalia uniflorae), Păduri aluvionare cu Alnus glutinosa și Fraxinus excelsior (Alno-Padion, Alnion incanae, Salicion albae), Lacuri eutrofice naturale cu vegetație de tip Magnopotamion sau Hydrocharition.
La baza desemnării sitului se află o specie protejată de  plante: Luronium natans.
Pe lângă speciile protejate, pe teritoriul sitului au mai fost identificate 2 specii de plante.